# Квартира на двох (телесеріал)
«Квартира на двох» — британський телесеріал, заснований на однойменному романі Бет О'Лірі. Серіал був розроблений компанією 42 спільно з VIS для Paramount+.

## Акторський склад
- Джессіка Браун Фіндлей — Тіффані «Тіффі» Мур
- Ентоні Велш — Леон Тумі
- Джона Хауер-Кінг — Мо
- Шаніква Оквок — Майя
- Барт Едвардс — Джастіна
- Шак Б. Грант — Річі Тумі
- Кларіза Клейтон — Кей

## Виробництво
У січні 2020 року стало відомо, що компанія 42 отримала права на екранізацію роману Бет О'Лірі. У той час адаптація була в розробці BBC.
У січні 2022 року Paramount+ офіційно замовила шестисерійний серіал, який став першою британською комедією цієї платформи.
У лютому 2022 року було оголошено, що Джессіка Браун Фіндлі та Ентоні Велш зіграють головні ролі Тіффі та Леона. До акторського складу також приєдналися Барт Едвардс, Шак Б. Грант, Шанікуа Оквок і Джона Хауер-Кінг.
Основну зйомку було завершено наприкінці травня 2022 року. Зйомки проходили в Брістолі, Брайтоні та Лондоні.